# Davinde
Davinde er en landsby på Fyn med 242 indbyggere  (2024). Davinde er beliggende i Davinde Sogn nær Fynske Motorvej fire kilometer sydvest for Langeskov og 13 kilometer sydøst for Odense. Landsbyen ligger i Odense Kommune (Odense SØ) og er beliggende i Region Syddanmark.
Davinde Kirke er beliggende i landsbyen. I Davindes midte står Davindelinden ved det lokale bytingsted.